# Hadramaute (província)
Hadramaute (em árabe: حضرموت; romaniz.: Hadramawt) é uma das doze províncias que constituem o Iêmem. Sediada em Mucala, é a maior delas com 167 000 quilômetros quadrados. Abriga, além de sua capital, as cidades histórias de Xibam, Saná, Seiune, Tarim e Xaer. De acordo com o censo de 2012, havia 1 291 800 habitantes.